# Cros-de-Ronesque
Cros-de-Ronesque är en kommun i departementet Cantal i regionen Auvergne-Rhône-Alpes i mitten av Frankrike. Kommunen ligger  i kantonen Vic-sur-Cère som ligger i arrondissementet Aurillac. År 2022 hade Cros-de-Ronesque 147 invånare.

## Befolkningsutveckling
Antalet invånare i kommunen Cros-de-Ronesque
Referens:INSEE